# 大庆 (夏景宗)
大庆（1036年十二月—1038年十月）是西夏景宗李元昊的第三個年號，共計3年。
《宋史·夏國傳》記載「改元……大慶二年」，大慶年號似乎只使用二年。據《大夏國葬舍利碣銘》銘文尾題年款「大慶三年八月十日建」，則大慶年號使用至三年。

## 改元
- 廣運三年——十二月，改元為大慶元年。[3][4]
- 大慶三年——十月十一日，改元為天授禮法延祚元年。[3][5][6]

## 纪年對照表
| 大庆 | 元年   | 二年   | 三年   |
| ---- | ------ | ------ | ------ |
| 公元 | 1036年 | 1037年 | 1038年 |
| 干支 | 丙子   | 丁丑   | 戊寅   |

## 同期存在的其他政权年号
- 中國
  - 景祐（1034年－1038年）：宋—宋仁宗趙禎之年號
  - 重熙（1032年－1055年）：契丹—遼興宗耶律宗真之年號
  - 正治（1027年－1041年）：大理—段素真之年號
- 越南
  - 通瑞（1034年－1039年）：李朝—李佛瑪之年號
- 日本
  - 長元（1028年－1037年）：後一條天皇與後朱雀天皇之年号
  - 長曆（1037年－1040年）: 後朱雀天皇之年号

## 深入閱讀
- 李崇智. . 北京: 中華書局. 2004年12月. ISBN 7101025129.
- 鄧洪波.  (pdf). 臺北: 國立臺灣大學東亞經典與文化研究計劃. 2005年3月  [2021-12-06]. ISBN 9789860005189. （原始内容存档于2007-08-25）.
- 長部和雄.  (pdf). 東京: 京都大學. 1933年7月1日  [2021年12月18日]. ISBN. （原始内容存档 (PDF)于2021年12月9日）.
- 長部和雄.  (PDF). 東京: 京都大學. 1933年10月1日  [2021年12月18日]. ISBN. （原始内容 (pdf)存档于2021年12月18日）.

## 參看
- 中國年號索引
- 其他政权使用的大庆年号

| 前一年號： 广运 | 西夏年号 1036年－1038年 | 下一年號： 天授礼法延祚 |